# Fort Stanwix National Monument
Le Fort Stanwix National Monument est une aire protégée américaine à Rome, dans le comté d'Oneida, dans l'État de New York. Établi le 21 août 1935, ce monument national opéré par le National Park Service protège une réplique du fort Stanwix classée National Historic Landmark depuis le 23 novembre 1962. Il est inscrit au Registre national des lieux historiques depuis le 15 octobre 1966.